# Sân bay quốc tế Mihail Kogălniceanu
Sân bay quốc tế Mihail Kogălniceanu (IATA: CND, ICAO: LRCK) là một sân bay tọa lạc ở đông nam România, ở xã Mihail Kogălniceanu, 26 km về phía tây bắc Constanţa. Đây là sân bay chính của vùng Dobrogea và là cửa ngõ hàng không của hạt Constanţa, cảng Constanţa các khu nghỉ dưỡng Biển Đen Romania. Sân bay này đã là một căn cứ không quân Hoa Kỳ từ năm 1999.

## Hãng hàng không và tuyến bay

### Hãng bay theo lịch trình
- BlueAir (Brussels via Bucharest-Băneasa) [theo mùa]
- Carpatair (Craiova, Timişoara)
- Ryanair (Bologna, Pisa)
- TAROM (Bucharest-Otopeni, Cluj-Napoca, Iaşi) [theo mùa]

### Hãng thuê bao
- Adria Airways (Ljubljana)
- Blue Line (Strasbourg)
- Condor [charter flights to Germany]
- Corendon Airlines (bay thuê bao đến Thổ Nhĩ Kỳ)
- Cyprus Turkish Airlines (bay thuê bao đến Thổ Nhĩ Kỳ)
- Germanwings [bay thuê bao đến Đức]
- Hamburg International (Hamburg, Munich)
- Hapag-Lloyd [bay thuê bao đến Đức]
- Luxair (Luxembourg)
- SAS (Oslo)
- TAROM (Antalya, Athens, Istanbul, Kristiansund, Harstad, Luxembourg, Milan, Paris-Charles de Gaulle, Stavanger)